# Рецюнс
Рецюнс (нем. Rhäzüns) — коммуна в Швейцарии, в кантоне Граубюнден.
Входит в состав округа Имбоден. Население составляет 1227 человек (на 31 декабря 2006 года). Официальный код — 3723.

## Фотографии

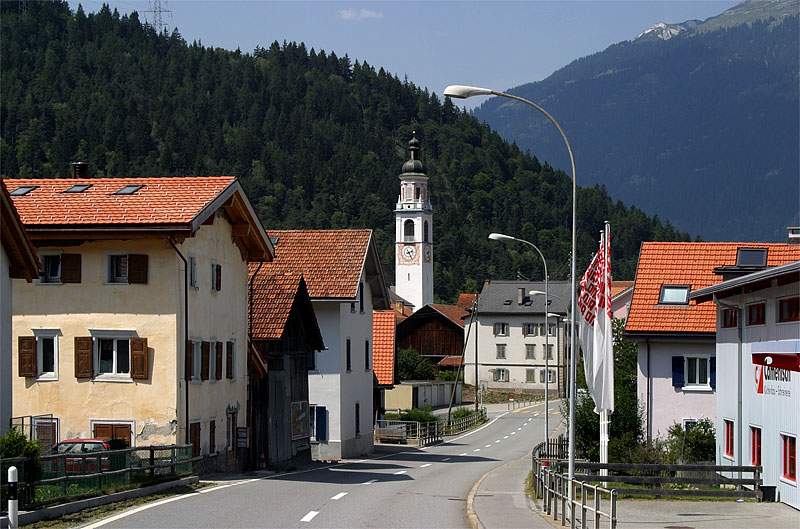
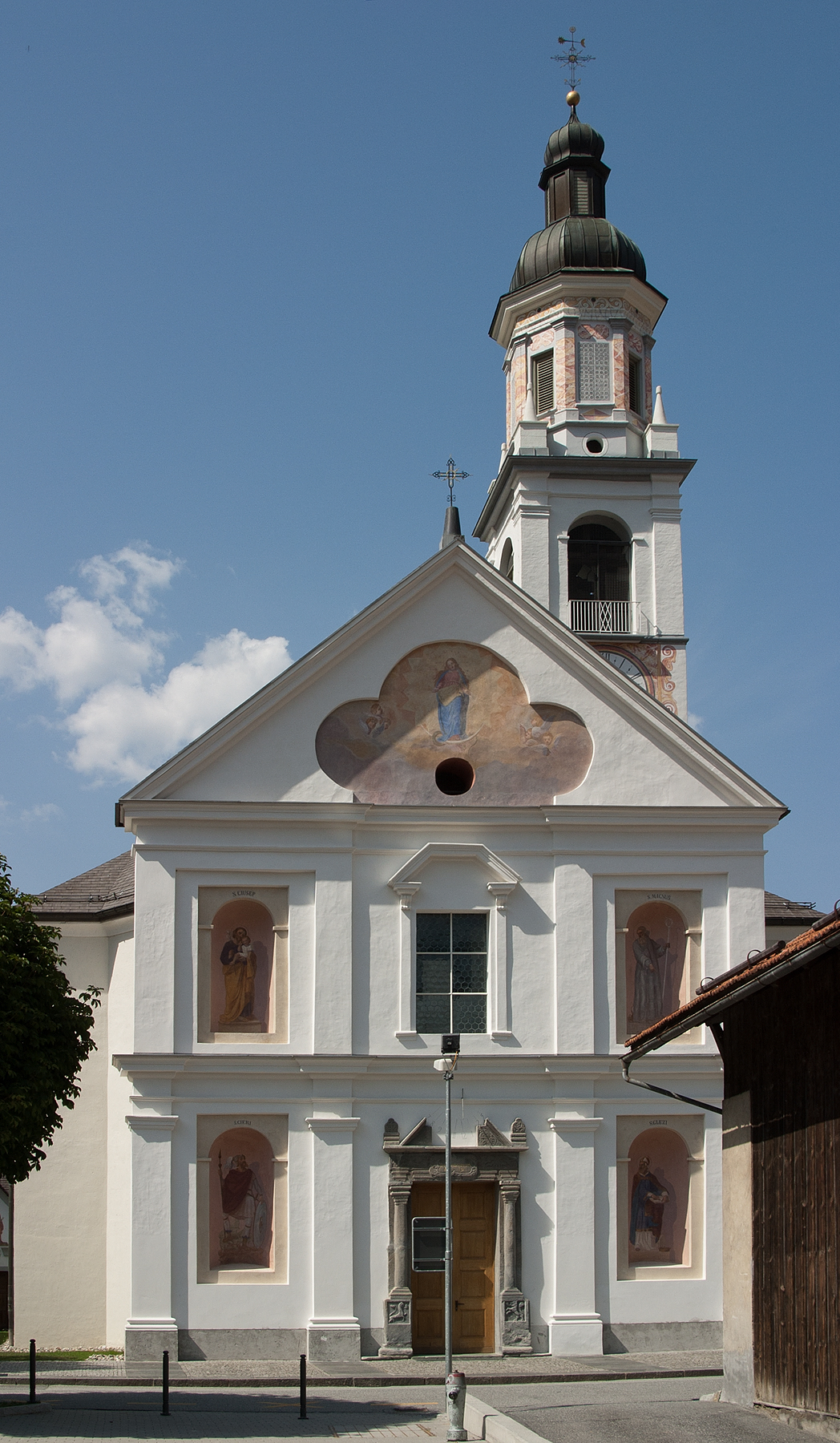
Церковь
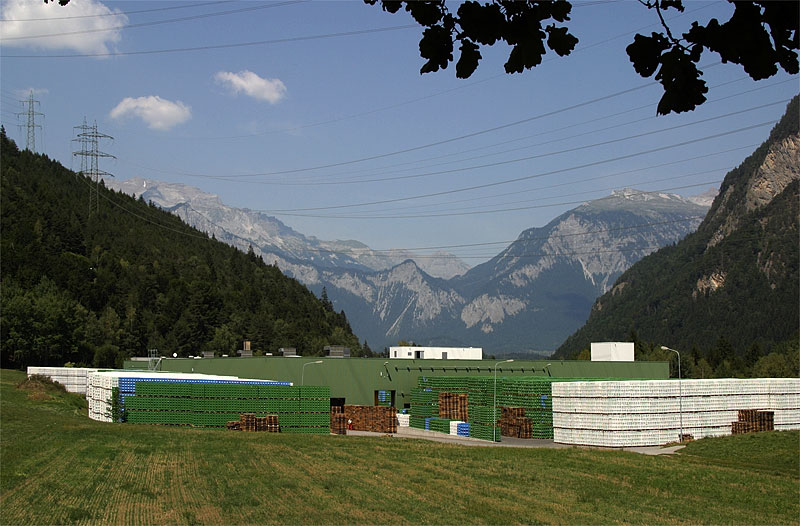